# Ewald Alexander Hoffmann

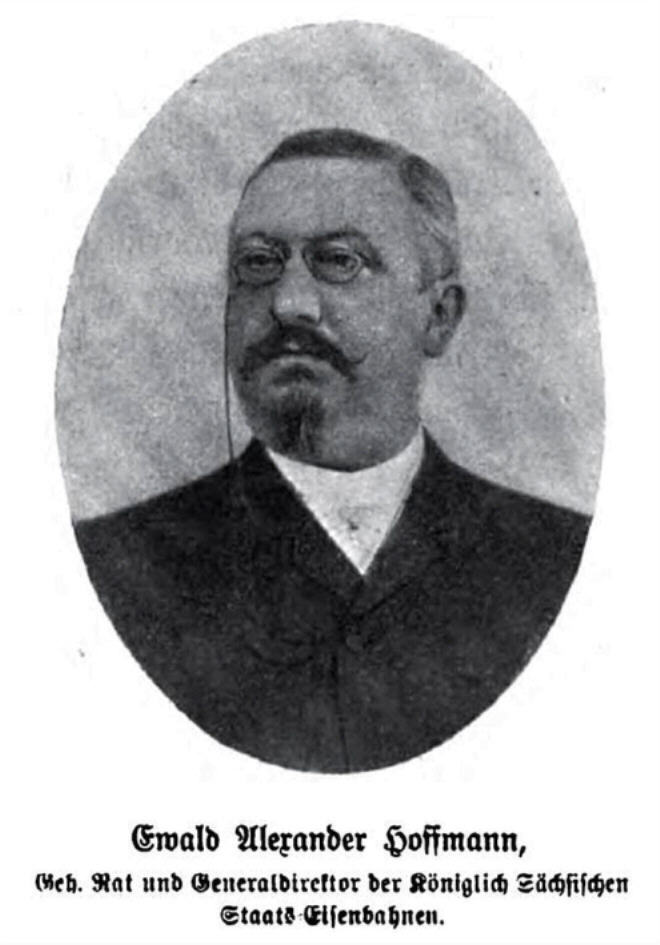
Ewald Alexander Hoffmann, Generaldirektor der Königlich Sächsischen Staatseisenbahnen (1887–1898)

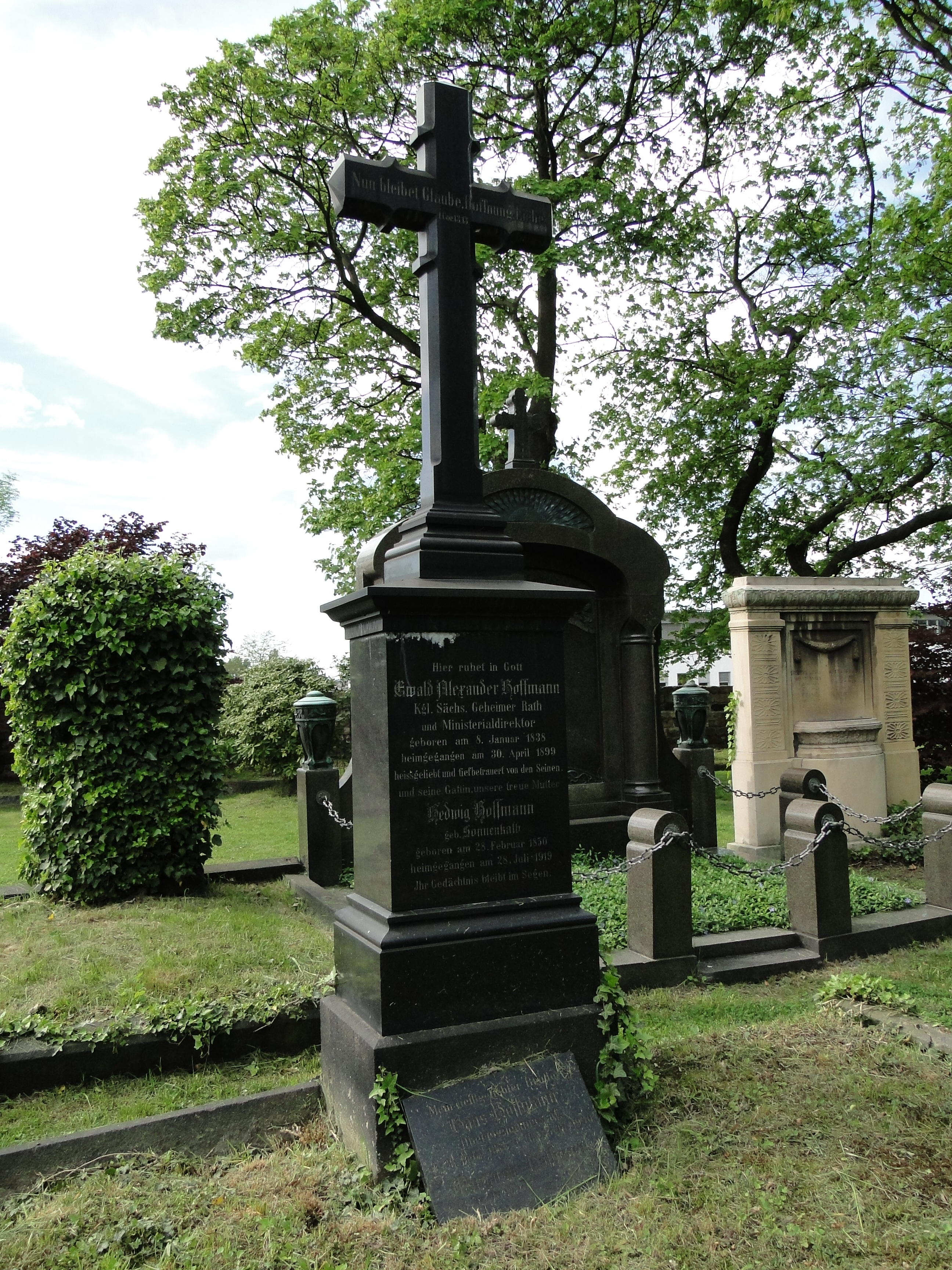
Grab von Ewald Alexander Hoffmann auf dem Alten Annenfriedhof in Dresden

Ewald Alexander Hoffmann (* 8. Januar 1838 in Freiberg; † 30. April 1899 in Dresden) war ein Königlich-Sächsischer Geheimer Rat und Generaldirektor der Königlich Sächsischen Staatseisenbahnen von 1887 bis 1898.

## Leben und Wirken
Hoffmann besuchte ab 1851 die Fürstenschule Grimma. Er wurde nach dem altersbedingten Ausscheiden seines Vorgängers Otto Julius von Tschirschky und Bögendorff (1818–1903) zum 31. März 1887 mit Wirkung vom 1. April 1887 zum neuen Generaldirektor ernannt.
Während seiner Amtsperiode kam es vor allem in den neunziger Jahren des 19. Jahrhunderts zu einer zweiten Blüte des sächsischen Eisenbahnwesens. Vor allem Dresden selbst erlebte von 1870 bis 1900 einen enormen Wachstumsschub. Ab 1880 stieg die Einwohnerzahl von Dresden allein innerhalb von nur 15 Jahren um über 50 % auf zirka 335.000 Einwohner an. Ein Hauptschwerpunkt seiner Arbeit war deshalb die radikale Umgestaltung der gesamten Dresdner Bahnanlagen. Hoffmann beauftragte den Geheimen Rat, Ingenieur und Bauinspektor Claus Koepcke (1831–1911) sowie den Baurat Otto Klette (1850–1897) einen Plan zum Umbau des Dresdner Eisenbahnknotens zu erarbeiten. 1892 wurde dieses Konzept vorgelegt und sah unter anderem als Schwerpunkte vor:
- Umbau der Dresdner Hauptbahnen als Hochbahn, um Straße und Schienen niveaufrei kreuzen zu können,
- Aus- und Umbau des Böhmischen Bahnhofs zum Hauptbahnhof (Fertigstellung im April 1898)
- Zusammenfassung des Schlesischen und des Leipziger Bahnhofs zum neuen Neustädter Personenbahnhof
- Bau des Wettiner Personenbahnhofs (später Bahnhof Dresden Mitte) zwischen Haupt- und Neustädter Bahnhof

Die Umbauten der Dresdner Bahnanlagen begannen 1892 und dauerten zehn Jahre. Gleichzeitig wurde ab 1893 ein neues Gebäude der Generaldirektion der Königlich Sächsischen Staatseisenbahnen an der Wiener Straße in unmittelbarer Nähe zum neuen Hauptbahnhof erbaut. Ein zweites Dienstgebäude der Direktion, die sogenannte Hauptverwaltung entstand am Kopfende der Strehlener Straße. Im gleichen Jahr wurde das „Abtheilungs-Ingenieur-Bureau“ innerhalb der Generaldirektion in „Königliche Eisenbahn-Bauinspektion“ umbenannt. 1894 weihte Hoffmann den neuen Rangierbahnhof in Dresden-Friedrichstadt ein.
Ewald Alexander Hoffmann engagierte sich auch um den Nachwuchs bei der Eisenbahn, die aufgrund des wachsenden Verkehrsnetzes immer mehr Bedarf an Fachkräften hatte. 1891 besuchte Hoffmann das 1889 gegründete „Vorbereitungsinstitut für Postgehilfen“ in Altenberg/Sachsen. Der Generaldirektor regte an, an dem Institut junge Leute auch für den Eisenbahndienst vorzubereiten. Bereits am 29. September desgleichen Jahres begann der erste zweijährige Kurs die Vorbereitung für den mittleren Eisenbahndienst. Die Schule wurde daraufhin in „Post- und Eisenbahnschule“ umbenannt.
Ewald Alexander Hoffmann schied zum Jahresende am 31. Dezember 1898 als Generaldirektor der sächsischen Eisenbahnen aus. Sein Nachfolger im Amt ab 1899 wurde Karl von Kirchbach. Hoffmann starb 1899 in Dresden und wurde auf dem Alten Annenfriedhof beigesetzt.